# Дејв Кауенс
Дејвид Вилијам Кауенс (енгл. David William Cowens; Њупорт, Кентаки, 25. октобар 1948) бивши је амерички кошаркаш и кошаркашки тренер. Играо је на позицији центра.
Кауенс је већи део играчке каријере провео наступајући за Бостон селтиксе. Био је проглашен за најбољег новајлију 1971. године, а потом и за најкориснијег играча НБА лиге 1973. године. Освојио је две титуле НБА шампионата као члан Селтикса 1974. и 1976. Примљен је у Меморијалну кошаркашку кућу славних Нејсмит 1991. године. Након завршетка играчке каријере, бавио се послом кошаркашког тренера.

## Успеси

### Клупски
- Бостон селтикси:
  - НБА (2): 1973/74, 1975/76.

### Појединачни
- Најкориснији играч НБА (1): 1972/73.
- Најкориснији играч НБА финала (1): 1973.
- Најкориснији играч НБА Ол-стар меча (1): 1973.
- НБА Ол-стар меч (8): 1972, 1973, 1974, 1975, 1976, 1977, 1978, 1980.
- Идеални тим НБА — друга постава (3): 1972/73, 1974/75, 1975/76.
- Идеални одбрамбени тим НБА — прва постава (1): 1975/76.
- Идеални одбрамбени тим НБА — друга постава (2): 1974/75, 1979/80.
- Новајлија године НБА: 1970/71.
- Идеални тим новајлија НБА: 1970/71.